# Грбич, Петар
Петар Грбич (черног. Petar Grbić; 7 августа 1988, Подгорица, СФРЮ) — черногорский футболист, полузащитник клуба «Будучност» (Подгорица). Выступал в сборной Черногории.

## Клубная карьера
Во взрослом футболе дебютировал в 2007 году выступлениями за команду клуба «Младост», в которой провёл один сезон, приняв участие в 12 матчах чемпионата.
Своей игрой за эту команду привлёк внимание представителей тренерского штаба клуба «Могрен», к составу которого присоединился в 2008 году. Сыграл за клуб из Будвы следующие три сезона своей игровой карьеры. Большую часть времени, проведённого в составе будвинского «Могрена», был основным игроком команды.
В 2011 году заключил контракт с клубом «Олимпиакос», в состав главной команды которого пробиться не смог. В том же году отдан в аренду в другой греческий клуб «Левадиакос».
С 2012 по 2013 год также на условиях аренды играл в составе команд клубов «Хапоэль» (Беэр-Шева) и «ОФК» (Белград).
К составу «Партизана» присоединился в 2013 году также в качестве арендованного игрока. С января 2014 года Грбич подписал с клубом полноценный контракт.

## Выступления за сборную
Привлекался в состав молодёжной сборной, за которую сыграл 8 матчей.
В 2011 году дебютировал в официальных матчах в составе национальной сборной Черногории.

## Достижения
- Чемпион Черногории (1): 2010/11
- Финалист Кубка Черногории (1): 2010/11
- Вице-чемпион Сербии (1): 2013/14